# Nautiloideen
Die Nautiloideen (Nautiloidea) sind eine Teilgruppe der Kopffüßer (Cephalopoda, Mollusca), die bis auf eine heute überdauernde Familie, die Perlboote (Nautilidae), ausgestorben ist. Das Taxon war mit etwa 800 bekannten Gattungen sehr formenreich. 90 % davon lebten im Erdzeitalter des Paläozoikum, in der Trias kamen noch etwas über 30 Gattungen vor, etwa 26 im Jungmesozoikum (Jura und Kreide), 9 im Paläogen und 3 im Neogen. Heute leben noch zwei Gattungen, Nautilus mit vier Arten und Allonautilus mit einer Art. Beide kommen im zentralen Indopazifik von den Philippinen bis Samoa vor.
In der klassischen rangbasierten Systematik haben die Nautiloidea die Stellung einer Unterklasse innerhalb der Kopffüßer (Cephalopoda).

## Merkmale

### Gehäuse

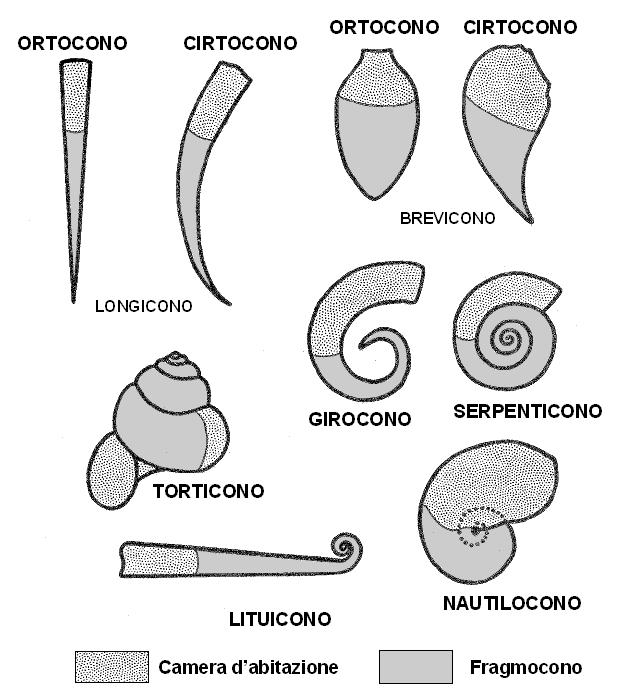
Gehäuseformen. Die Wohnkammern sind gepunktet.

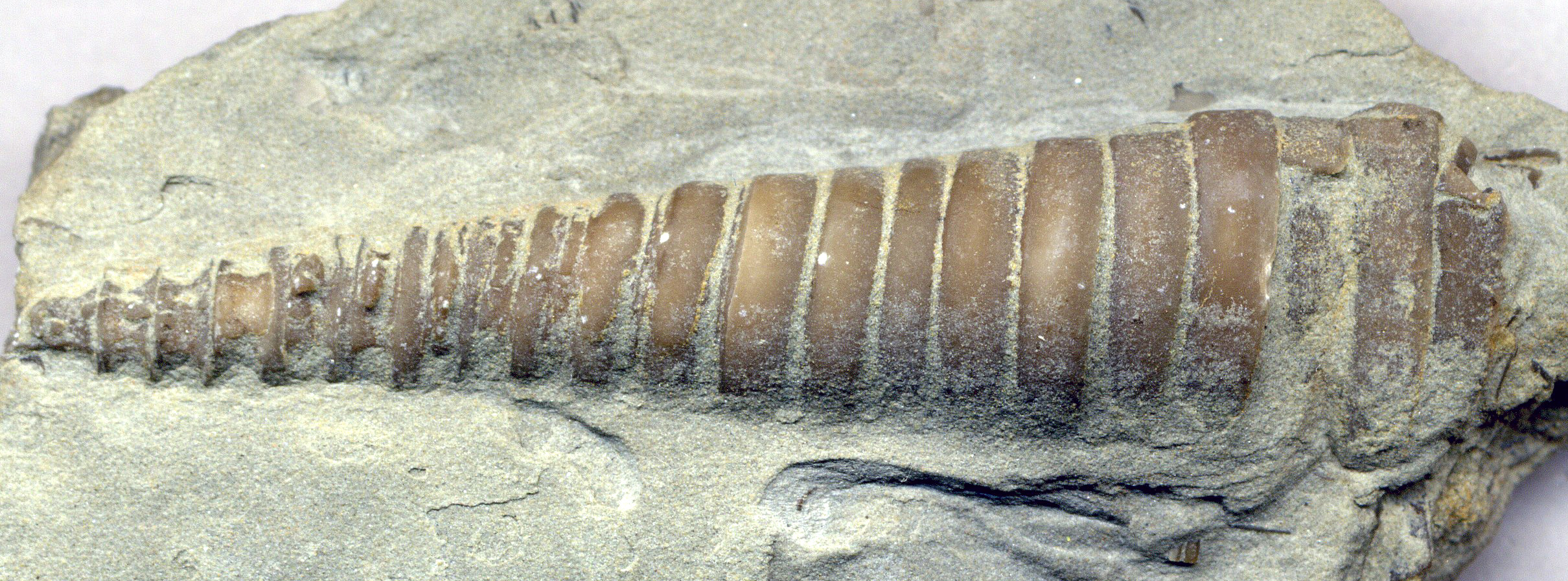
Treptoceras aus dem Oberordovizium von Nordamerika. Steinkern, Länge 4,8 cm

Alle Nautiloideen besitzen ein äußeres Gehäuse, das von sehr unterschiedlicher Form sein kann, einen oft stark spezialisierten Sipho und konkave, in den meisten Fällen ungefaltete Kammerscheidewände. Die kleinsten Gehäuse sind knapp über einen Zentimeter lang, die größten erreichten Längen von fast zehn Metern, bei einem Maximaldurchmesser von über 30 cm. Das Gehäuse konnte langgestreckt und gerade sein (orthocon) oder gebogen (cyrtokon), tonnenförmig (brevikon) oder aufgerollt (gyrokon). Bei letzteren lassen sich in einer Ebene aufgerollte (planspiral) und wie ein Schneckengehäuse im Raum aufgerollte (torticon) unterscheiden. Bei einigen Gattungen wechselten die Gehäuseformen im Laufe ihrer Ontogenese. Die Querschnitte der Gehäuse sind rundlich oder oval, bei aufgerollten Gehäusen meist hoch- in selteneren Fällen auch queroval. Die Mündung des Gehäuses ist meist nicht ganzrandig. Oft ist eine sinusförmige Aussparung für den Trichter vorhanden (Trichterbucht). Sich einwärts biegende Gehäusevorsprünge können die Mündung einengen, sie kann sich aber auch trompetenartig ausdehnen. Bei gestreckten Gehäusen ist die Ausdehnung der Wohnkammer variabel; sie kann den größten Teil des Gehäuses oder nur einen kleinen Teil einnehmen. Bei aufgerollten Gehäusen umfasst sie meist einen halben Umgang, manchmal auch etwas weniger. Bei sehr engen Gehäusen kann sie auch eine ganze Windung einnehmen. An die Wohnkammer schließt sich der Phragmokon, der durch Septen (Kammerscheidewände) gekammerte hintere Auftriebskörper an. Die Septen gliedern das Gehäuseinnere quer oder schräg. Sie können eng stehen, was geringe Kammerlumen zur Folge hat, oder weit mit großen Kammerlumen. Zur Mündung hin sind sie konkav gebogen und folgen der Innenwand ein Stück. Der freie Teil des Septum hat eine perlmuttrige Oberfläche. Die Linie an der die Septen das Innere des Gehäuses treffen und ihm verwachsen wird als Sutur bezeichnet. Der Stützring, mit dem die Suturen mit dem Gehäuseinneren verwachsen sind, wird als Muralleiste bezeichnet. Die Muralleiste, die die Wohnkammer vom Phragmokon trennt, dient auch als Ansatzstelle für die Haft- und Retraktormuskulatur des Eingeweidesacks der Nautiloideen.
Die Kammern des Phragmokon sind durch den Sipho miteinander verbunden. Dieser kann die Kammern mehr oder weniger zentral (durch die Mitte der Septen) durchziehen oder eine dorsale ober ventrale Randlage haben. An den Durchtrittsstellen durch die Septen sind diese röhrenartig, durch von der Wohnkammer wegweisende Siphonalduten verlängert, deren Morphologie sehr vielseitig ist. Der Sipho kann eine Dicke von fast dem halben Gehäuseröhrendurchmesser erreichen oder, wie bei Nautilus, sehr dünn sein. Bei Gattungen mit dickem Sipho wird vermutet, dass er auch einen Teil der Eingeweide aufnahm.
Neben den Gehäusen sind auch die aus Kalzit bestehenden Kiefer der Nautiloideen fossil überliefert, vor allem ab der Trias, seltener aus dem Paläozoikum. Meist sind es sogenannte Rhychotheuten, Oberkiefer, die durch Kanten in drei oder vier Abschnitte geteilt werden. Seltener sind verkalkte Oberkieferspitzen (Rhychocholiten), die denen des heutigen Nautilus ähneln. Noch seltener sind Unterkiefer (Conchorhynchen). Aus dem Karbon gibt es einen Einzelfund einer Nautiloideen-Radula, die der des rezenten Nautilus recht ähnlich ist.
Von den Ammoniten (Ammonoidea) lassen sich die Nautiloideen vor allem anhand des äußerlich glatteren Gehäuses, der einfachen Suturen und des komplex gebauten Sipho unterscheiden. Bei den Ammoniten ist die äußere Gehäuseoberfläche oft mehr oder weniger stark gerippt, die Suturen sind komplex und der Sipho einfach.

### Weichteile
Weichteile sind fossil nicht erhalten. Allgemein wird angenommen, das die Körper der ausgestorbenen Nautiloideen ähnlich dem von Nautilus waren. Frühe Formen, die tonnenförmige, senkrecht ausgerichtete Gehäuse besaßen, könnten noch einen schneckenartigen Kriechfuß besessen haben.

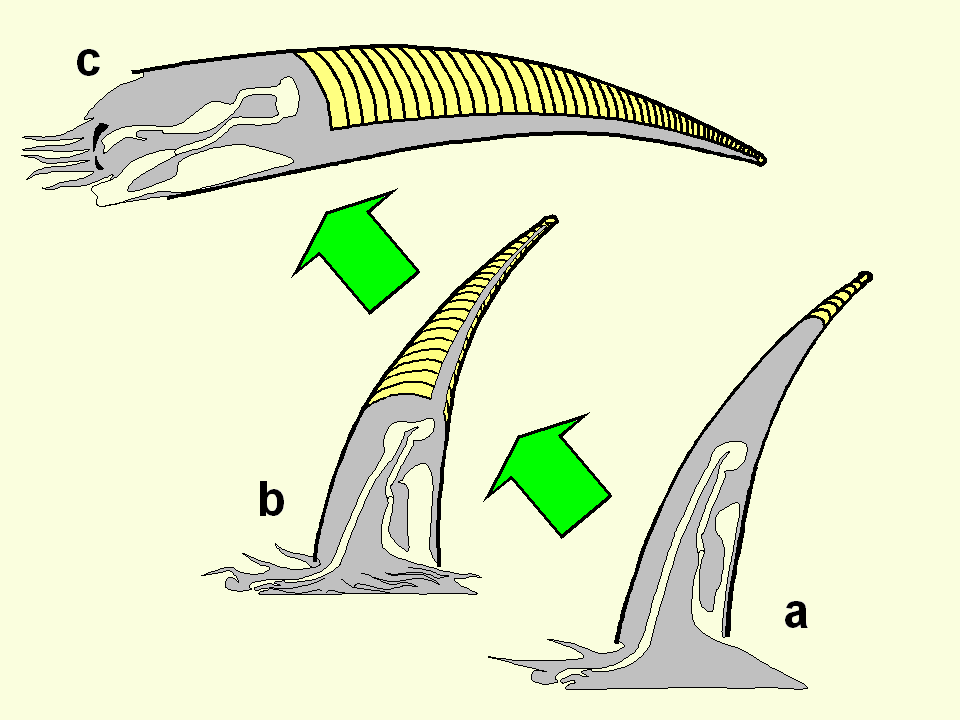
Mögliche Evolution der Nautiloideen von einem Einschalerähnlichen, kriechenden Organismus zu einer freischwimmenden Form.

## Evolution
Abgesehen von Nectocaris aus dem Mittleren Kambrium sind die Nautiloideen die ältesten Kopffüßer. Die frühesten werden auf das Späte Kambrium datiert. Sie hatten kegelförmige, relativ breite und kurze Gehäuse, bei denen die Wohnkammer noch den größten Teil des Gesamtgehäuses einnahm, und die beim lebenden Tier senkrecht orientiert war. Kopffüßer entwickelten sich wahrscheinlich aus Einschaler-ähnlichen Organismen und die ersten Formen besaßen vermutlich noch einen schneckenartigen Kriechfuß. Der wichtigste Trend in der frühen Evolution der Nautiloideen ist der Erwerb der Schwimmfähigkeit durch die Entwicklung des Phragmokon zu einem Auftriebskörper.
Im Ordovizium nahm die Diversität der Nautiloideen stark zu und mit Formen wie Cameroceras, die ein fast zehn Meter langes Gehäuse besaßen, stellten die Nautiloideen die größten zu dieser Zeit vorkommenden Lebewesen. Im Devon erschienen die Nautilida, die Gruppe zu der Nautilus gehört und die als einzige bis heute überlebt hat. Alle Nautiloideengruppen bis auf die Nautilida und die Orthocerida, die noch bis zur Trias überlebten, starben am Ende des Devon bzw. während des Karbon aus. Aus den Orthocerida entwickelten sich vermutlich die Bactritida, die wiederum zu den Vorfahren der Ammoniten und der Tintenfische (Coleoidea) wurden.
Am Ende der Trias starben auch die Nautilida bis auf eine einzige Gattung aus, die dann zum Ursprung einer erneuten Nautiloideen-Radiation während des Mesozoikums wurde.

## Systematik
Das folgende Kladogramm zeigt die Position der Nautiloideen als basale Gruppe innerhalb der Kopffüßer (Cephalopoda):
|  | Bactritida                                                                            |
|  |                                                                                       |
|  | \| \| Belemniten (Belemnoidea) \| \| \| \| \| \| Tintenfische (Coleoidea) \| \| \| \| |
|  |                                                                                       |
|  | Belemniten (Belemnoidea)                                                              |
|  |                                                                                       |
|  | Tintenfische (Coleoidea)                                                              |
|  |                                                                                       |

|  | Belemniten (Belemnoidea) |
|  |                          |
|  | Tintenfische (Coleoidea) |
|  |                          |

|  | Bactritida                                                                            |
|  |                                                                                       |
|  | \| \| Belemniten (Belemnoidea) \| \| \| \| \| \| Tintenfische (Coleoidea) \| \| \| \| |
|  |                                                                                       |
|  | Belemniten (Belemnoidea)                                                              |
|  |                                                                                       |
|  | Tintenfische (Coleoidea)                                                              |
|  |                                                                                       |

|  | Belemniten (Belemnoidea) |
|  |                          |
|  | Tintenfische (Coleoidea) |
|  |                          |

|  | Bactritida                                                                            |
|  |                                                                                       |
|  | \| \| Belemniten (Belemnoidea) \| \| \| \| \| \| Tintenfische (Coleoidea) \| \| \| \| |
|  |                                                                                       |
|  | Belemniten (Belemnoidea)                                                              |
|  |                                                                                       |
|  | Tintenfische (Coleoidea)                                                              |
|  |                                                                                       |

|  | Belemniten (Belemnoidea) |
|  |                          |
|  | Tintenfische (Coleoidea) |
|  |                          |

|  | Bactritida                                                                            |
|  |                                                                                       |
|  | \| \| Belemniten (Belemnoidea) \| \| \| \| \| \| Tintenfische (Coleoidea) \| \| \| \| |
|  |                                                                                       |
|  | Belemniten (Belemnoidea)                                                              |
|  |                                                                                       |
|  | Tintenfische (Coleoidea)                                                              |
|  |                                                                                       |

|  | Belemniten (Belemnoidea) |
|  |                          |
|  | Tintenfische (Coleoidea) |
|  |                          |

|  | Bactritida                                                                            |
|  |                                                                                       |
|  | \| \| Belemniten (Belemnoidea) \| \| \| \| \| \| Tintenfische (Coleoidea) \| \| \| \| |
|  |                                                                                       |
|  | Belemniten (Belemnoidea)                                                              |
|  |                                                                                       |
|  | Tintenfische (Coleoidea)                                                              |
|  |                                                                                       |

|  | Belemniten (Belemnoidea) |
|  |                          |
|  | Tintenfische (Coleoidea) |
|  |                          |

|  | Bactritida                                                                            |
|  |                                                                                       |
|  | \| \| Belemniten (Belemnoidea) \| \| \| \| \| \| Tintenfische (Coleoidea) \| \| \| \| |
|  |                                                                                       |
|  | Belemniten (Belemnoidea)                                                              |
|  |                                                                                       |
|  | Tintenfische (Coleoidea)                                                              |
|  |                                                                                       |

|  | Belemniten (Belemnoidea) |
|  |                          |
|  | Tintenfische (Coleoidea) |
|  |                          |

|  | Bactritida                                                                            |
|  |                                                                                       |
|  | \| \| Belemniten (Belemnoidea) \| \| \| \| \| \| Tintenfische (Coleoidea) \| \| \| \| |
|  |                                                                                       |
|  | Belemniten (Belemnoidea)                                                              |
|  |                                                                                       |
|  | Tintenfische (Coleoidea)                                                              |
|  |                                                                                       |

|  | Belemniten (Belemnoidea) |
|  |                          |
|  | Tintenfische (Coleoidea) |
|  |                          |

|  | Bactritida                                                                            |
|  |                                                                                       |
|  | \| \| Belemniten (Belemnoidea) \| \| \| \| \| \| Tintenfische (Coleoidea) \| \| \| \| |
|  |                                                                                       |
|  | Belemniten (Belemnoidea)                                                              |
|  |                                                                                       |
|  | Tintenfische (Coleoidea)                                                              |
|  |                                                                                       |

|  | Belemniten (Belemnoidea) |
|  |                          |
|  | Tintenfische (Coleoidea) |
|  |                          |

## Untertaxa

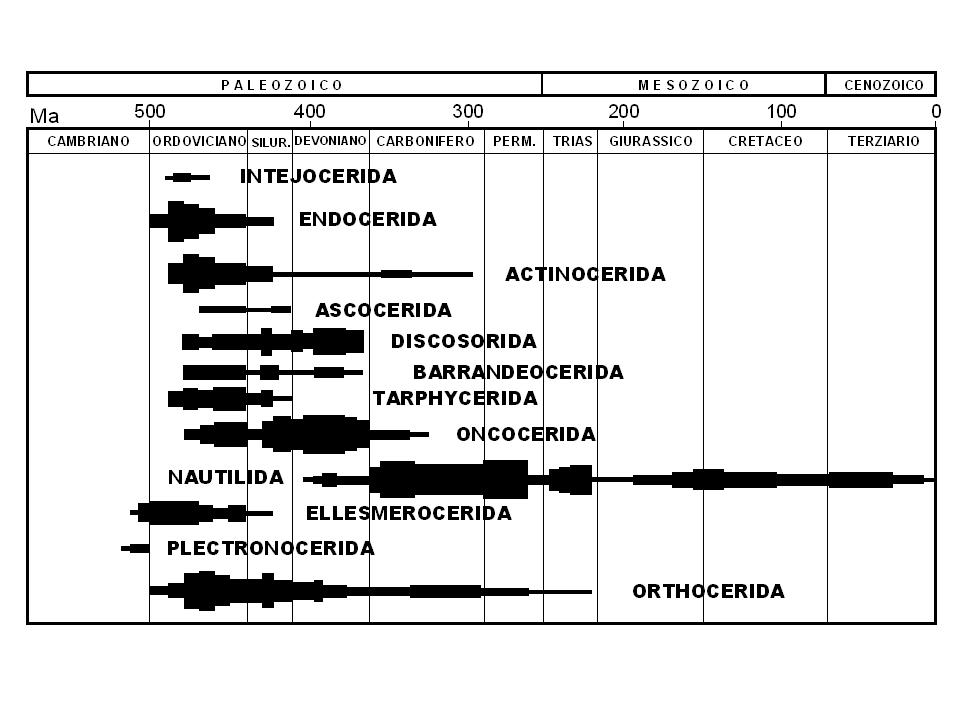
Diversität der Nautiloideen vom Kambrium bis zur Gegenwart

Die Untergruppen der Nautiloideen, in der klassischen rangbasierten Systematik im Rang von Ordnungen oder Unterordnungen, werden hier in der Reihenfolge ihres zeitlichen Auftretens aufgeführt:
- † Plectronocerida
- † Ellesmerocerida
- † Endocerida
- † Orthocerida[An 1]
- † Actinocerida
- † Tarphycerida
- † Barrandeocerida
- † Discosorida
- † Oncocerida
- † Ascocerida
- Nautilida